# Wilhelm von Grolman

Wilhelm von Grolman

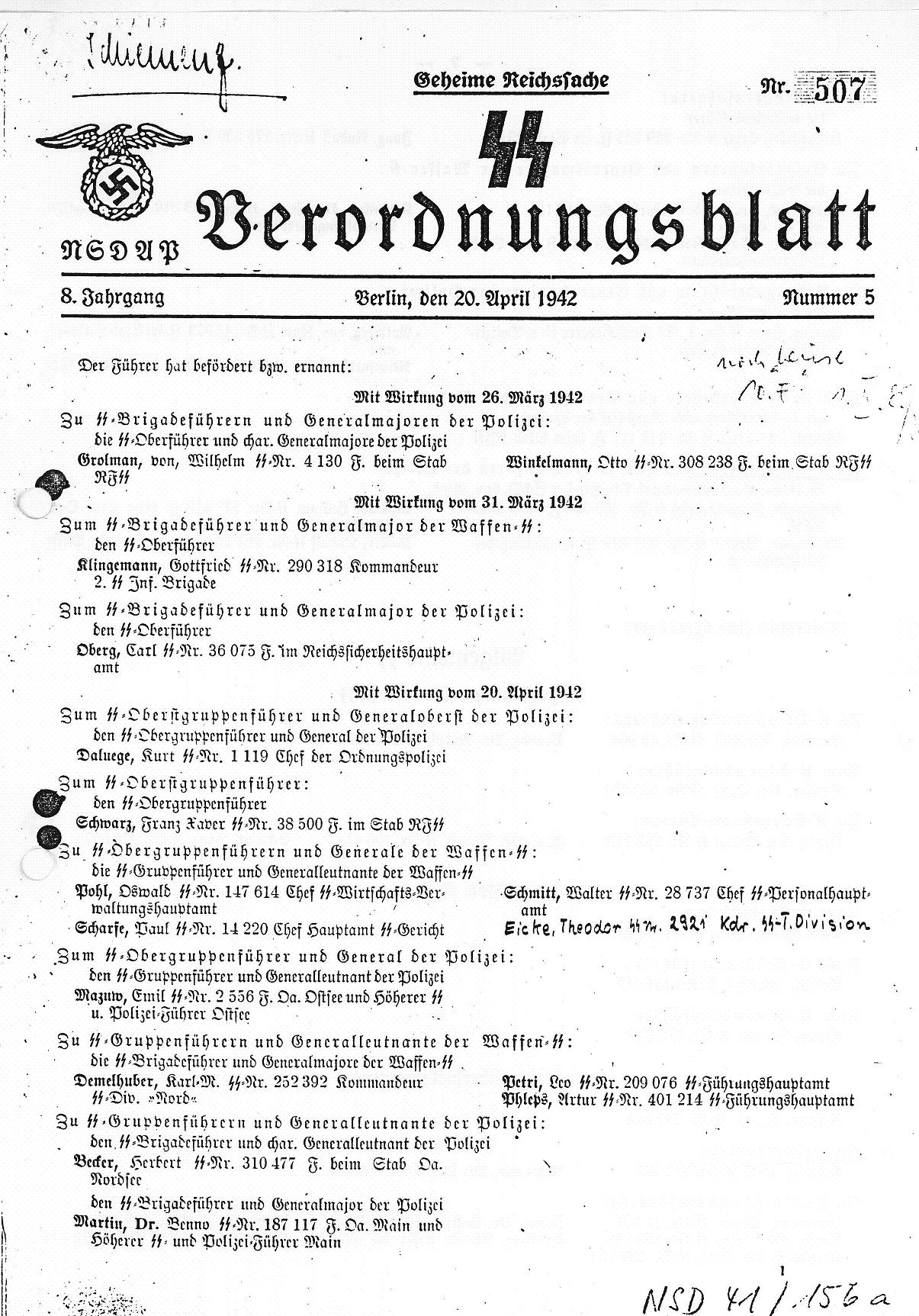
Beförderung zum SS-Brigadeführer 1942 im SS-Verordnungsblatt

Wilhelm Christian von Grolman (* 16. Juli 1894 in Schweidnitz, Provinz Schlesien; † 20. Juni 1985
in Hechendorf am Pilsensee, Oberbayern) war ein deutscher Politiker (NSDAP) und nationalsozialistischer Polizeibeamter. Nachdem er während der Weimarer Republik wegen seiner Beteiligung am Kapp-Putsch bzw. Hitler-Putsch aus dem preußischen bzw. bayerischen Polizeidienst ausscheiden musste, begann Grolmann 1930 eine Karriere als hauptamtlicher SS- und SA-Führer. 1935 trat er wieder in den preußischen Staatsdienst ein und war im Reichsministerium des Innern sowie im Hauptamt Ordnungspolizei tätig. Im September 1942 wurde er Polizeipräsident von Leipzig. Von November 1933 bis zum Ende der NS-Herrschaft im Frühjahr 1945 gehörte er außerdem dem Nationalsozialistischen Reichstag an.

## Leben
Er stammte aus dem Adelsgeschlecht Grolman und war der älteste Sohn des Oberst Ludwig von Grolman und der Margarete Schmidthals. Von 1906 bis 1914 wurde Grolman im Kadettenkorps ausgebildet. Ab 1914 nahm er am Ersten Weltkrieg teil. Im Dezember 1918 schloss er sich dem Freiwilligen-Regiment Reinhard an, das als Freikorps maßgeblich an der Niederschlagung des Berliner Spartakusaufstands beteiligt war. Im Juni 1919 schied er im Range eines Oberleutnants aus dem aktiven Militärdienst aus.
Vom 4. Juni 1919 bis März 1920 gehörte Grolman der Sicherheitspolizei Berlin an, aus der er 1920 aufgrund seiner Beteiligung am Kapp-Putsch ausschied. Er wurde 1920 Konsulatsangestellter in Schweden und trat im Mai 1923 als Oberleutnant in die Bayerische Landespolizei in München ein. Am 9. November 1923 nahm Grolmann am Hitler-Putsch teil und wurde deshalb aus dem Polizeidienst entlassen. Seinen Lebensunterhalt bestritt er bis 1929 mit kaufmännischer Tätigkeit. Zwischen 1924 und 1926 gehörte er dem Jungdeutschen Orden an.
Am 1. Mai 1930 trat Grolman in NSDAP (Mitgliedsnummer 352.864) und SS (SS-Nummer 4.130) ein. Von Mai bis Dezember war er als Sonderbeauftragter Hitlers in Österreich. Am 1. Dezember 1930 erhielt er den Rang eines SS-Sturmbannführers.
Im Mai 1931 schied Grolman aus der SS aus, weil er zur SA versetzt wurde. Er wurde seit dem Sommer 1931 als hauptamtlicher Führer bei der SA-Gruppe Schlesien beschäftigt. Vom 31. Juli 1931 bis zum 28. Februar stand er als Führer an der Spitze der SA-Untergruppe Niederschlesien. Anlässlich der Übernahme dieser Stellung wurde er am 31. Juli 1931 auch zum SA-Oberführer befördert.
Nach dem Ende des mehrmonatige SA-Verbotes des Jahres 1932 wurde Grolman im Sommer 1932 zum Stabsführer der SA-Gruppe Mitte ernannt. Diesen Posten hatte er bis zum 31. Mai 1933 inne. In den folgenden Monaten war er bei der SA-Untergruppe Pommern-Ost und der SA-Untergruppe Mittelschlesien-Süd beschäftigt, bevor er am 15. September 1933 zum Führer der SA-Brigade 18 (Mittelschlesien Süd) in Görlitz wurde. In dieser Stellung wurde er mit Wirkung zum 1. September 1933 zum SA-Brigadeführer befördert. In Görlitz wurde er außerdem am 1. Dezember 1933 zum Stadtrat der Stadt ernannt.
Am 1. Mai 1935 trat Grolmann im Rang eines Hauptmanns der Schutzpolizei in Berlin erneut in den preußischen Staatsdienst ein und wurde zugleich Führer bei der SA-Gruppe Berlin-Brandenburg. Im Januar 1936 zum Major befördert, wurde Grolmann im April 1936 in das Reichsministerium des Innern versetzt, wo er bis Juni 1937 Zweiter Adjutant von Minister Wilhelm Frick war. Von Juni 1937 bis Dezember 1940 war er Chefadjutant und zugleich Leiter des Arbeitsgebietes P Ic im Kommando-Amt des Hauptamtes Ordnungspolizei eingesetzt. Zudem war er ab 1937 ehrenamtlicher Richter am Volksgerichtshof.
Auf seinen Antrag vom 20. April 1938 wurde Grolmann am 27. Januar 1939 wieder in die SS aufgenommen und zum SS-Oberführer ernannt. Er war nun bis 1945 Führer beim Stab Reichsführer SS. Nach seiner Beförderung am 9. November 1939 zum Oberst der Schutzpolizei kam er am 18. Oktober 1940 zum Hauptamt Ordnungspolizei. Hier leitete er bis September 1942 die Amtsgruppe II (Personalangelegenheiten). Als Generalmajor der Polizei und SS-Brigadeführer sollte er im Sommer 1942 Polizeipräsident von München werden, wurde aber von Gauleiter Adolf Wagner abgelehnt. Stattdessen wurde er im September 1942 zunächst kommissarischer, ab Januar 1943 schließlich ordentlicher Polizeipräsident von Leipzig.
Von November 1933 bis zum Ende der NS-Herrschaft im Frühjahr 1945 war Grolman Mitglied des nationalsozialistischen Reichstages, in dem er den Wahlkreis 7 (Breslau) vertrat. Nach Kriegsende lebte Grolmann in Hechendorf am Pilsensee. Grolman war dreimal verheiratet und hatte einen bürgerlichen Adoptivsohn. Über seine Cousine Hedwig von Grolman (1896–1982) war er auch mit dem hochrangigen SS-Führer Maximilian von Herff verwandt. Wie dieser trat er weisungsgemäß wegen der Doppelmitgliedschaft mit der NSDAP aus dem evangelischen Johanniterorden wieder aus, Mitte Februar 1939.